# Gerhard Finke

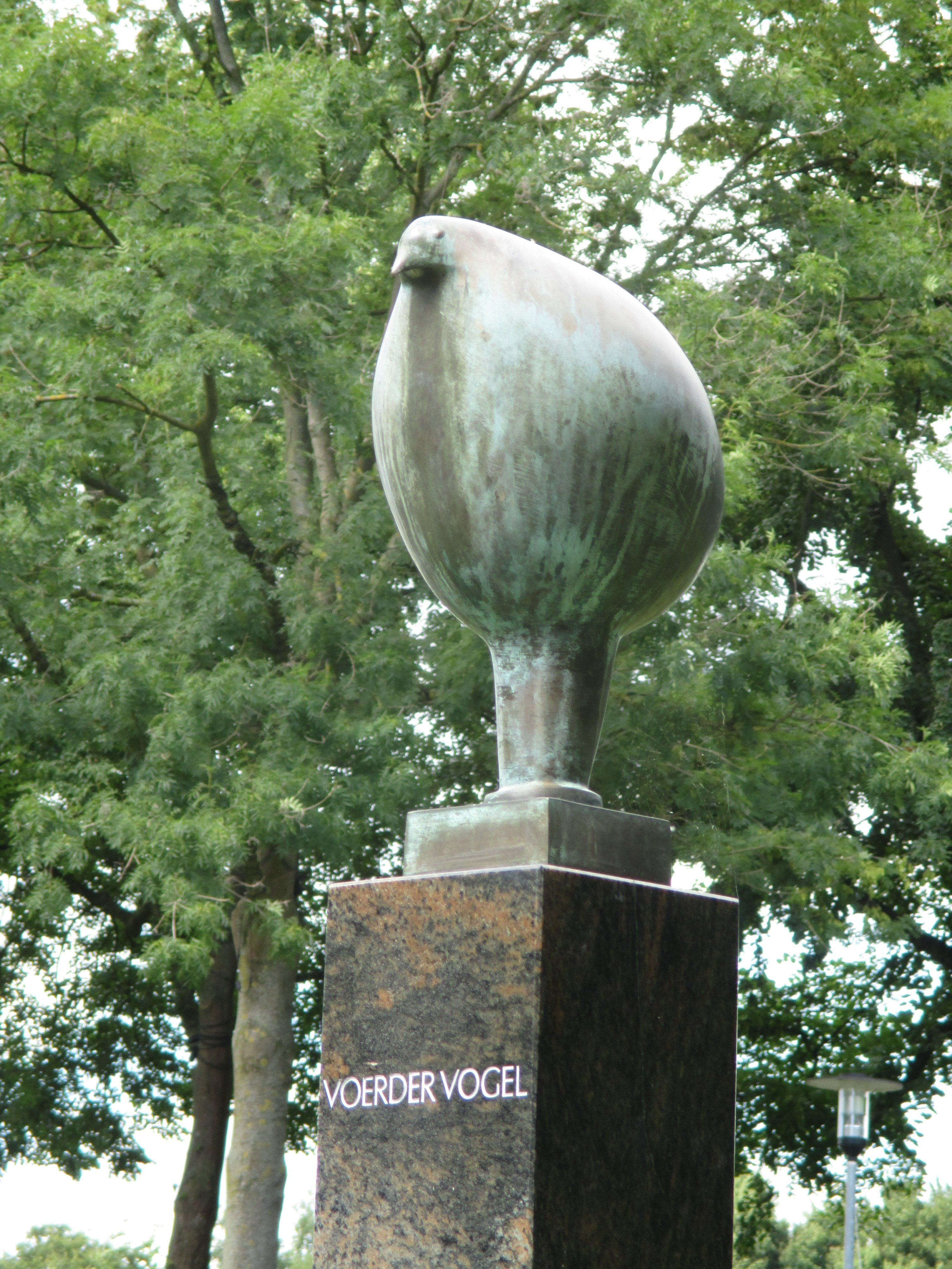
Voerder Vogel am Wasserschloss Haus Voerde

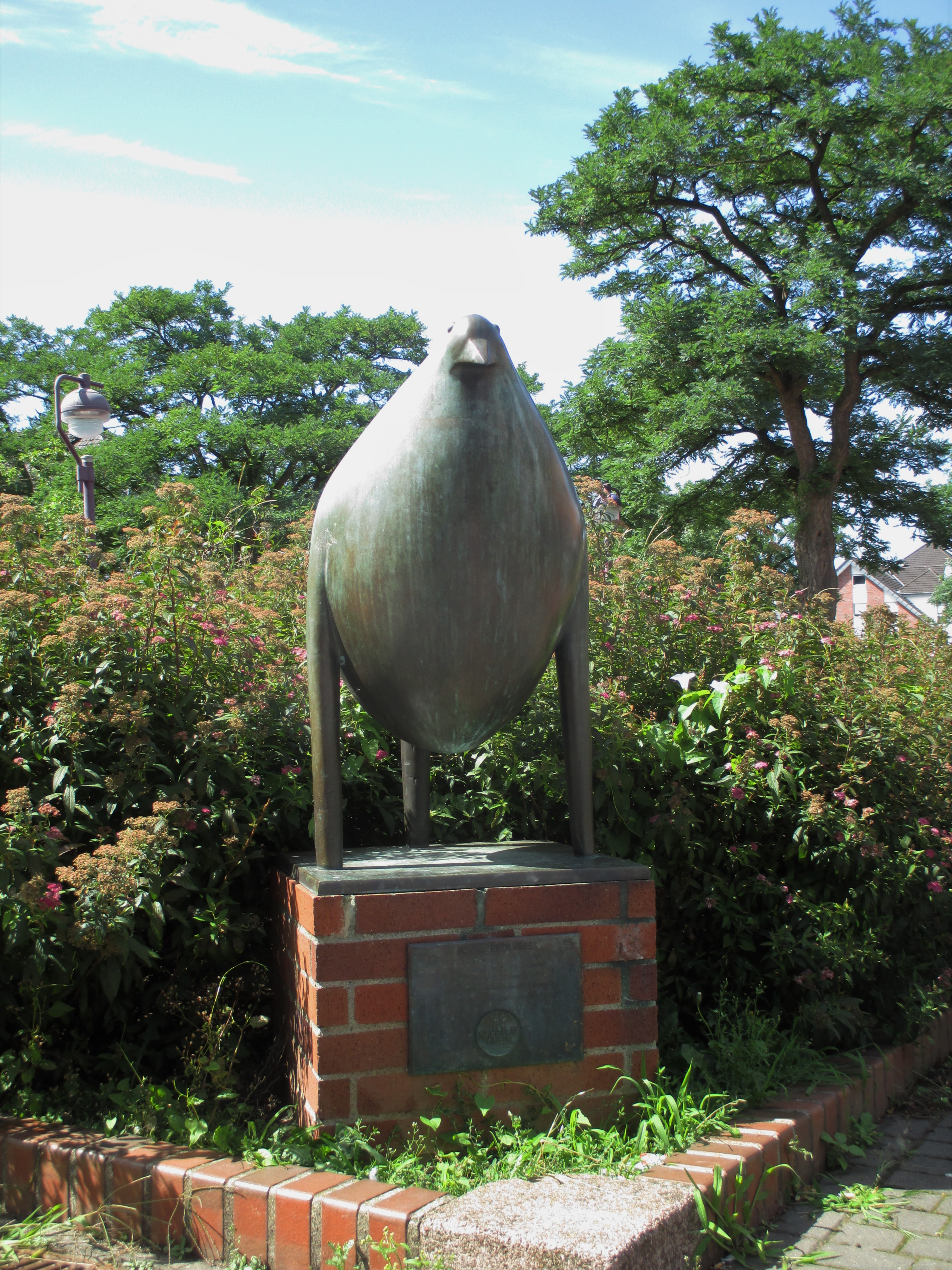
Voerder Vogel an der Bahnhofstraße

Gerhard Finke (* 31. März 1917 in Beeskow; † 31. Dezember 2020 in Berlin) war ein deutscher Maler, Grafiker und Bildhauer.

## Leben
Finke wuchs in Berlin-Neukölln auf. Von 1945 bis 1948 studierte er an der Kunstakademie Düsseldorf, unter anderem beim Maler und Bildhauer Ewald Mataré. Einer seiner Kommilitonen war Joseph Beuys. An den Kölner Werkschulen erlernte er keramische und feinplastische Techniken. Ab 1952 lehrte er an einem Düsseldorfer Gymnasium, in den 1960er Jahren an der Deutschen Schule Lissabon und dann bis 1979 in Voerde (Niederrhein). Später lebte er in Flüren, ab 2014 wieder in Berlin. Im Jahr 2003 schenkte Finke dem Städtischen Museum Wesel sein bisheriges künstlerisches Werk: Zeichnungen, Holz- und Linolschnitte, Bilder in Öl und Acryl sowie Collagen und Skulpturen.
Er hat mehr als 8000 Bilder gemalt und Skulpturen aus Ton angefertigt. Seine bekannteste Tonfigur war der Vogel von Voerde, der auch in verschiedenen Versionen in Bronze gegossen in der Innenstadt von Voerde steht.
Finke fertigte nach dem Aufenthalt in Lissabon vermehrt Schwarz-Weiß-Drucke im Stil von Otto Pankok. Für bedeutungsvoll hielt er die Auseinandersetzung zwischen Abstraktion und Realismus in der Kunst. Er starb an Silvester 2020 im Alter von 103 Jahren im Schlaf.